# Datouzaur
Datouzaur (Datousaurus bashanensis) – dinozaur z grupy zauropodów (Sauropoda) o bliżej niesprecyzowanej pozycji systematycznej.
Żył w epoce środkowej jury (ok. 165 mln lat temu) na terenach wschodniej Azji. Długość ciała ok. 14-15 m, wysokość ok. 5 m. Jego szczątki znaleziono w Chinach, w prowincji Syczuan, w pobliżu miasta Zigong, w skałach formacji Shaximiao.